# دانی بوتیستا
دانی بوتیستا (انگلیسی: Dani Bautista؛ زادهٔ ۲۵ فوریهٔ ۱۹۸۱) بازیکن فوتبال اهل اسپانیا است.
از باشگاه‌هایی که در آن بازی کرده‌است می‌توان به باشگاه فوتبال هرکولس، باشگاه فوتبال راسینگ سانتاندر، باشگاه فوتبال رئال مورسیا، باشگاه فوتبال رکریتیوو اوئلوا، باشگاه فوتبال ژیرونا، باشگاه فوتبال رئال اویدو، باشگاه فوتبال آلمریا، باشگاه فوتبال ایبار، و باشگاه فوتبال سلتاویگو اشاره کرد.